# WTA Shenzhen Open 2020
Shenzhen Open 2020 — тенісний турнір, що проходив на кортах з твердим покриттям Shenzhen Longgang Sports Center у Шеньчжені (Китай). Це був 8-й за ліком Шеньчжень Open. Належав до категорії International в рамках Туру WTA 2020. Тривав з 5 до 11 січня 2020 року.

## Очки і призові

### Нарахування очок
| Дисципліна       | П   | Ф   | ПФ  | ЧФ | 1/8 | 1/16 | Q   | Q2  | Q1  |
| Одиночний розряд | 280 | 180 | 110 | 60 | 30  | 1    | 18  | 12  | 1   |
| Парний розряд    | 280 | 180 | 110 | 60 | 1   | Н/Д  | Н/Д | Н/Д | Н/Д |

### Призові гроші
| Дисципліна       | П        | Ф       | ПФ      | ЧФ      | 1/8    | 1/161  | Q2     | Q1     |
| Одиночний розряд | $175,000 | $88,402 | $46,800 | $11,271 | $6,450 | $4,205 | $4,251 | $2,930 |
| Парний розряд *  | $25,580  | $13,600 | $7,400  | $4,100  | $2,470 | Н/Д    | Н/Д    | Н/Д    |

1 Кваліфаєри отримують і призові гроші 1/16 фіналу

* на пару

## Учасниці основної сітки в одиночному розряді

### Сіяні пари
| Країна    | Гравчиня              | Рейтинг1 | Сіяна |
| --------- | --------------------- | -------- | ----- |
| Швейцарія | Белінда Бенчич        | 8        | 1     |
| Білорусь  | Арина Соболенко       | 11       | 2     |
| Бельгія   | Елісе Мертенс         | 17       | 3     |
| КНР       | Ван Цян               | 30       | 4     |
| Росія     | Катерина Александрова | 35       | 5     |
| Іспанія   | Гарбінє Мугуруса      | 36       | 6     |
| Казахстан | Олена Рибакіна        | 37       | 7     |
| КНР       | Ч Шуай                | 40       | 8     |

- 1 Рейтинг подано станом на 30 грудня 2019.

### Інші учасниці
Нижче наведено учасниць, які отримали вайлдкард на участь в основній сітці:
- Дуань Інін
- Wang Xinyu
- Ван Сю

Учасниці, що потрапили в основну сітку завдяки захищеному рейтингові:
- Катерина Бондаренко
- Шелбі Роджерс

Нижче наведено гравчинь, які пробились в основну сітку через стадію кваліфікації:
- Ірина-Камелія Бегу
- Анна-Лена Фрідзам
- Маргарита Гаспарян
- Ніколь Гіббс

## Учасниці основної сітки в парному розряді

### Сіяні пари
| Країна  | Гравчиня           | Країна   | Гравчиня          | Рейтинг1 | Сіяна |
| ------- | ------------------ | -------- | ----------------- | -------- | ----- |
| Бельгія | Елісе Мертенс      | Білорусь | Арина Соболенко   | 11       | 1     |
| Чехія   | Барбора Крейчикова | Чехія    | Катерина Сінякова | 20       | 2     |
| КНР     | Дуань Інін         | КНР      | Чжен Сайсай       | 42       | 3     |
| КНР     | Пен Шуай           | КНР      | Ч Шуай            | 60       | 4     |

- 1 Рейтинг подано станом на 30 грудня 2019

### Інші учасниці
Нижче наведено пари, які отримали вайлдкард на участь в основній сітці:
- Цзян Сіньюй /  Тан Цяньхуей
- Ма Шуюе /  Юань Юе

Пара, що потрапила в основну сітку завдяки захищеному рейтингові:
- Катерина Бондаренко /  Лідія Морозова

## Переможниці та фіналістки

### Одиночний розряд
- Катерина Александрова —  Олена Рибакіна, 6–2, 6–4

### Парний розряд
- Барбора Крейчикова /  Катерина Сінякова —  Дуань Інін /  Чжен Сайсай, 6–2, 3–6, [10–4]